# 日籍解放军
日籍解放军是指第二次世界大战後东北民主联军（中國人民解放軍前身）收编的滞留日军而编入第四野战军的日籍军人，曾收编人數约有3万人。

## 貢獻
日本关东军第二航空军团第四练成大队的林弥一郎部为骨干组成了東北民主聯軍航空學校。
1945年日本投降後，原日軍林彌一郎向八路军投降，後來担任东北航空总队的副队长兼参议，在东北民主联军航空学校成立後被任命为主任教官，他被新华社称为“中国空军的摇篮”。林彌一郎培养出解放军第一代160名飞行员，其中23人参加过开国大典的阅兵。学员包括后来的解放军空军司令王海、空军副司令林虎、北京军区空军司令刘玉堤，以及曾经击落美军王牌飞行员戴维斯的张积慧等。

## 評論
1956年6月27日，周恩来在接见日本代表团时说：「我們很感激一部分日本人，他們在解放戰爭時期，作為醫生、護士、技術員參加了解放戰爭，這些更增強了我們與日本人民締結友好關係的信心。」
2010年7月28日，中央军委委员、总政治部主任李继耐在人民大会堂会见了日本籍老战士代表团，希望他们继续为促进中日友好做出新贡献。
2019年9月25日，中国驻日本使馆举行“庆祝中华人民共和国成立70周年”纪念章颁发仪式并向27名日本籍解放军老战士及12名老战士家属颁发纪念章。日本籍解放军老战士为中国革命和民族解放事业作出重要贡献，返回日本后为推动中日民间友好做了大量有益工作。

### 引用
1. ↑  焦隆. . 人民日报. 2010-12-06  [2011-08-23]. （原始内容存档于2012-06-03） （中文（简体））.
2. ↑  门晓红. . 人民周刊. 2022-05-12  [2024-06-12]. （原始内容存档于2024-06-12） –科技日报. 在后来的抗美援朝战场上，击落美军王牌飞行员的张积慧、林虎、王海、刘玉堤等战斗英雄，都是林弥一郎这位教官的学生。
3. ↑  李少峰. . 新华社. 2010-09-01  [2011-08-23]. （原始内容存档于2013-09-21） （中文（简体））.

## 外部連結
- 日籍解放军老兵记忆 （页面存档备份，存于）